# قائمية (حسين أباد كرمان)
قائمیة (بالفارسية: قائمیه) هي منطقة سكنية تقع في إيران في Hoseynabad Rural District. يقدر عدد سكانها بـ 250 نسمة .